# Svetlana Kuznetsova
Svetlana Kuznhetsova, em russo Светлана Александровна Кузнецова (Leningrado, 27 de junho de 1985) é uma tenista profissional russa, ganhadora do US Open de 2004 e do Torneio de Roland Garros em 2009.
Sua família possui grande tradição no ciclismo. Seu pai, Aleksandr Kuznetsov, foi treinador de sete campeões olímpicos na categoria. Entre os atletas que treinou estão Galina Tsareva, mãe de Svetlana, seis vezes campeã mundial e dona de vinte recordes; e também o irmão de Svetlana, Nikolay Kuznetsov, que ganhou a medalha de prata nos Jogos Olímpicos de Verão de 1996, em Atlanta, EUA.

## Vida pregressa
Svetlana Aleksandrovna Kuznetsova nasceu em Leningrado. Seu pai, Aleksandr Kuznetsov, treinou cinco campeões olímpicos e mundiais de ciclismo. A mãe de Kuznetsova, Galina Tsariova, é seis vezes campeã mundial e detentora de 20 recordes mundiais no ciclismo, e seu irmão, Nikolay Kuznetsov, foi medalhista de prata nos Jogos Olímpicos de Verão de 1996 em Atlanta e treinador da equipe russa de ciclismo Lokomotiv. Kuznetsova nunca demonstrou interesse pelo ciclismo, mas sim pelo tênis. Ela gostava de assistir tênis desde cedo, preferindo o tênis masculino ao feminino. "Eu tinha pôsteres no meu quarto de MaliVai Washington, Marcelo Ríos e (Yevgeny) Kafelnikov. É muito estranho, mas é de quem eu gostava. Depois fiquei muito fã de (Marat) Safin.", disse ela. Kuznetsova começou a jogar tênis aos sete anos de idade e se mudou para a Espanha seis anos depois para receber melhor treinamento. Enquanto estava lá, ela se tornou fluente em espanhol.

## Finais de Grand Slam

### Simples: 4 (2–2)
| Posição | Ano  | Campeonato    | Piso   | Oponente         | Placar   |
| ------- | ---- | ------------- | ------ | ---------------- | -------- |
| Campeã  | 2004 | US Open       | Duro   | Elena Dementieva | 6–3, 7–5 |
| Vice    | 2006 | Roland Garros | Saibro | Justine Henin    | 4–6, 4–6 |
| Vice    | 2007 | US Open       | Duro   | Justine Henin    | 1–6, 3–6 |
| Campeã  | 2009 | Roland Garros | Saibro | Dinara Safina    | 6–4, 6–2 |

### Duplas: 7 (2–5)
| Posição | Ano  | Campeonato          | Piso   | Parceira            | Oponentes                           | Placar        |
| ------- | ---- | ------------------- | ------ | ------------------- | ----------------------------------- | ------------- |
| Vice    | 2003 | US Open             | Duro   | Martina Navratilova | Virginia Ruano Pascual Paola Suárez | 6–2, 6–3      |
| Vice    | 2004 | Aberto da Austrália | Duro   | Elena Likhovtseva   | Virginia Ruano Pascual Paola Suárez | 6–4, 6–3      |
| Vice    | 2004 | Roland Garros       | Saibro | Elena Likhovtseva   | Virginia Ruano Pascual Paola Suárez | 6–0, 6–3      |
| Vice    | 2004 | US Open             | Duro   | Elena Likhovtseva   | Virginia Ruano Pascual Paola Suárez | 6–4, 7–5      |
| Campeã  | 2005 | Aberto da Austrália | Duro   | Alicia Molik        | Lindsay Davenport Corina Morariu    | 6–3, 6–4      |
| Vice    | 2005 | Wimbledon           | Grama  | Amélie Mauresmo     | Cara Black Liezel Huber             | 6–2, 6–1      |
| Campeã  | 2012 | Aberto da Austrália | Duro   | Vera Zvonareva      | Sara Errani Roberta Vinci           | 5–7, 6–4, 6–3 |

## WTA Títulos

### Simples (17)
| Antes de 2009           | A partir de 2009      |
| ----------------------- | --------------------- |
| Grand Slam torneios (2) |                       |
| Ouro Olimpico (0)       |                       |
| WTA Championships (0)   |                       |
| Tier I (1)              | Premier Mandatory (1) |
| Tier II (3)             | Premier 5 (0)         |
| Tier III (3)            | Premier (2)           |
| Tier IV (1)             | International (0)     |

| N.  | Data                   | Torneio                 | Piso            | Oponente na final              | Placar           |
| 1.  | 8 de maio de 2002      | Helsinki, Finlândia     | saibro          | Denisa Chladkova               | 0–6, 6–3, 7–6(2) |
| 2.  | 29 de setembro de 2002 | Bali, Indonésia         | dura            | Conchita Martínez              | 3–6, 7–6(4), 7–5 |
| 3.  | 14 de junho de 2004    | Eastbourne, Reino Unido | grama           | Daniela Hantuchova             | 2–6, 7–6(4), 6–4 |
| 4.  | 11 de setembro de 2004 | US Open, EUA            | dura            | Elena Dementieva               | 6–3, 7-5         |
| 5.  | 19 de setembro de 2004 | Bali, Indonésia         | dura            | Marlene Weingärtner            | 6–1, 6–4         |
| 6.  | 1 de abril de 2006     | Miami Masters, EUA      | dura            | Maria Sharapova                | 6–4, 6–3         |
| 7.  | 11 de setembro 2006    | Bali, Indonésia         | dura            | Marion Bartoli                 | 7–5, 6–2         |
| 8.  | 24 de setembro de 2006 | Pequim, China           | dura            | Amelie Mauresmo                | 6–4, 6–0         |
| 9.  | 25 de agosto de 2007   | New Haven, EUA          | dura            | Ágnes Szávay                   | 4–6, 3–0 ret.    |
| 10. | 3 de maio de 2009      | Stuttgart, Alemanha     | saibro (indoor) | Dinara Safina                  | 6–4, 6–3         |
| 11. | 6 de junho de 2009     | Aberto da França        | saibro          | Dinara Safina                  | 6–4, 6–2         |
| 12. | 11 de outubro de 2009  | Pequim, China           | dura            | Agnieszka Radwanska            | 6–2, 6–4         |
| 13. | 8 de agosto de 2010    | San Diego, EUA          | dura            | Agnieszka Radwanska            | 6–4, 6–7(7), 6–3 |
| 14. | 28 de Julho de 2014    | Washington DC, EUA      | dura            | Kurumi Nara (JPN)              | 6-3 4-6 6-4      |
| 15. | 19 de Outubro de 2015  | Moscou, Rússia          | dura            | Anastasia Pavlyuchenkova (RUS) | 6-2 6-1          |
| 16. | 10 de Janeiro de 2016  | Sydney, Austrália       | dura            | Monica Puig (PUR)              | 6-0, 6-2         |
| 17. | 17 de Outubro de 2016  | Moscou, Rússia          | dura            | Daria Gavrilova (AUS)          | 6-2 6-1          |

### Duplas (15)
| Antes de 2009           | A partir de 2009      |
| ----------------------- | --------------------- |
| Grand Slam torneios (2) |                       |
| Ouro Olimpico (0)       |                       |
| WTA Championships (0)   |                       |
| Tier I (3)              | Premier Mandatory (1) |
| Tier II (5)             | Premier 5 (0)         |
| Tier III (3)            | Premier (0)           |
| Tier IV (1)             | International (0)     |

| N.  | Data                    | Torneio                       | Piso    | Parceiro                | Oponente na final                      | Placar           |
| 1.  | 22 de julho de 2002     | Sopot, Polonia                | saibro  | Arantxa Sánchez Vicario | Ekaterina Sysoeva Evgenia Kulikovskaya | 6–2, 6–2         |
| 2.  | 5 de agosto de 2002     | Helsinki, Finlândia           | saibro  | Arantxa Sánchez Vicario | Eva Bes María José Martínez Sánchez    | 6–3, 6–7(5), 6–3 |
| 3.  | 19 de setembro de 2002  | Tóquio, Japão                 | dura    | Arantxa Sánchez Vicario | Petra Mandula Patricia Wartusch        | 6–2, 6–4         |
| 4.  | 30 de dezembro de 2002  | Gold Coast, Austrália         | dura    | Martina Navrátilová     | Nathalie Dechy Émilie Loit             | 6–4, 6–4         |
| 5.  | 17 de fevereiro de 2003 | Dubai, Emirados Árabes Unidos | dura    | Martina Navrátilová     | Cara Black Elena Likhovtseva           | 6–3, 7–6(7)      |
| 6.  | 12 de maio de 2003      | Roma, Itália                  | saibro  | Martina Navrátilová     | Jelena Dokić Nadia Petrova             | 6–4, 5–7, 6–2    |
| 7.  | 11 de agosto de 2003    | Toronto, Canadá               | dura    | Martina Navrátilová     | María Vento-Kabchi Angelique Widjaja   | 3–6, 6–1, 6–1    |
| 8.  | 22 de setembro de 2003  | Leipzig, Alemanha             | carpete | Martina Navrátilová     | Elena Likhovtseva Nadia Petrova        | 3–6, 6–1, 6–3    |
| 9.  | 5 de janeiro de 2004    | Gold Coast, Austrália         | dura    | Elena Likhovtseva       | Liezel Huber Magdalena Maleeva         | 6–3, 6–4         |
| 10. | 1 de março de 2004      | Doha, Qatar                   | dura    | Elena Likhovtseva       | Janette Husárová Conchita Martínez     | 7–6(4), 6–2      |
| 11. | 17 de janeiro de 2005   | Aberto da Austrália           | dura    | Alicia Molik            | Lindsay Davenport Corina Morariu       | 6–3, 6–4         |
| 12. | 21 março de 2005        | Miami, EUA                    | dura    | Alicia Molik            | Lisa Raymond Rennae Stubbs             | 7–5, 6–7(5), 6–2 |
| 13. | 18 de junho de 2006     | Eastbourne, Reino Unido       | grama   | Amélie Mauresmo         | Martina Navrátilová Liezel Huber       | 6–2, 6–4         |
| 14. | 5 de abril de 2009      | Miami Masters, EUA            | dura    | Amélie Mauresmo         | Květa Peschke Lisa Raymond             | 4–6, 6–3, [10–3] |
| 15. | 27 de janeiro de 2012   | Aberto da Austrália           | dura    | Vera Zvonareva          | Sara Errani Roberta Vinci              | 5-7, 6–4, 6-3    |

### Fed Cup
- 2004 contra a França, com Anastasia Myskina e Vera Zvonareva
- 2007 contra a Espanha, com Elena Vesnina, Anna Chakvetadze e Nadia Petrova
- 2008 contra a Espanha, com Ekaterina Makarova, Vera Zvonareva e Elena Vesnina